# Walker Boh
Walker Boh è un personaggio dell'universo immaginario di Shannara, creato da Terry Brooks. Walker Boh è uno degli eredi di Shannara, più precisamente di Brin Omsfhord, dalla quale ha ereditato il mandato di sangue di Allanon.

## Ciclo degli Eredi di Shannara
Walker si fa chiamare con il cognome dalla madre, Boh, perché crede che Ohmsford sia sinonimo di sfruttamento da parte dei Druidi.
Quando riceve i sogni di Allanon che lo invitano ad andare al Perno dell'Ade, dopo un iniziale rifiuto, accetta l'invito e si reca al Perno dell'Ade, dove incontra Coll, Wren e Par Ohmsford. A lui viene affidato il compito di riportare alla luce Paranor.
Cogline gli porta il libro La Storia dei Druidi, dove è scritto come riportare Paranor: bisogna usare la Pietra Nera degli Elfi. Walker capisce che è nella Cripta dei Re, ma quando arriva scopre che è stata portata via e un Asphinx lo morde. Il veleno comincia a propagarsi e il suo braccio lentamente diventa di pietra. Riesce ad uscire e l'ombra di Allanon lo salva. Poi Cogline lo porta a Storlock, ma gli Stor non hanno un antidoto contro il veleno dell'Asphinx. Allora tornano a Pietra del Focolare, dove rallentano la propagazione del veleno. Cogline muore nella lotta con gli Ombrati.
Dopo due giorni arriva Viridiana con Morgan Leah e con Pe Ell e lo salva. Dopodiché i tre dovranno combattere contro un nemico a nord, Ulh Belk, fratello del Re del Fiume Argento, e Walker riuscirá a recuperare la Pietra Nera. In seguito, con la Pietra, farà ritornare Paranor nel mondo reale e diverrà il primo dei nuovi Druidi, dopo aver sconfitto Rimmer Dall e gli Ombrati.

## Ciclo del Viaggio della Jerle Shannara
Anni dopo, guiderà la missione della Jerle Shannara alla volta del continente di Parkasia, alla ricerca di una misteriosa e potente magia situata nel sottosuolo di una titanica città del vecchio mondo chiamata Casteldown. Egli morirà ferito da Antrax come raccontato nel libro L'ultima magia, e sua erede sarà la Strega di Ilse, Grianne Ohmsford.